# الاتحاد الأوربي للصم
الاتحاد الأوروبي للصم (EUD) هو منظمة فوقية ‏ تضم كل الروابط الوطنية للصم من الدول الأعضاء في الاتحاد الأوروبي .  EUD هي منظمة غير ربحية تأسست عام 1985 وهي عضو إقليمي متعاون في الاتحاد العالمي للصم (WFD) ، وهو عضو كامل العضوية في المنتدى الأوروبي للإعاقة (EDF) وله وضع تشاركي مع مجلس أوروبا ( مجلس أوروبا). 

## التاريخ

### قائمة الرؤساء[1]
- 2013 إلى الوقت الحاضر: الدكتور ماركو جوكينين (  فنلندا  )
- 2007 - 2013: بيرجليند ستيفانسدوتير (   آيسلندا  )
- 2005 - 2007: هيلغا ستيفنز (   بلجيكا  )
- 1990 - 2005: كنود سونديرجارد (   الدنمارك  )
- 1989 - 1989: جيف لابيس (   فرنسا  )
- 1958 - 1989: جون جوك يونغ (   بريطانيا  )

## روابط خارجية
- eud.eu ، موقع EUD الرسمي